# تمثيل الحركة البياني واشتقاقه

يُظهر الخط الأخضر ميل الرسم البياني للسرعة والوقت عند نقطة معينة حيث يتلامس الخطان. وميله هو التسارع عند هذه النقطة.

في هذا المثال، تمثل المنطقة الصفراء إزاحة الكائن أثناء تحركه. (يمكن قياس المسافة بأخذ القيمة المطلقة للدالة) تمثل الخطوط الخضراء الثلاثة قيم التسارع عند نقاط مختلفة على طول المنحنى.

في الميكانيكا، مشتق الموقع مقابل التمثيل البياني الزمني لجسم ما يساوي السرعة المتجهة للجسم. في النظام الدولي للوحدات، يتم قياس موقع الجسم المتحرك بالأمتار بالنسبة إلى الأصل، بينما يتم قياس الزمن بالثواني. بوضع الموقع على المحور y والزمن على المحور x، يتم تحديد ميل المنحنى من خلال:
{\displaystyle v={\frac {\Delta y}{\Delta x}}={\frac {\Delta s}{\Delta t}}.}
هنا {\displaystyle s} هو موقع الجسم، و{\displaystyle t} هي الزمن. لذلك، يعطي ميل المنحنى التغير في الموقع مقسومًا على التغير في الزمن، وهو تعريف متوسط السرعة لتلك الفترة الزمنية على الرسم البياني. إذا تم جعل هذا الفاصل الزمني صغيرًا متناهي الصغر، بحيث {\displaystyle {\Delta s}} تصبح {\displaystyle {ds}} و{\displaystyle {\Delta t}} تصبح {\displaystyle {dt}}، والنتيجة هي السرعة اللحظية في الزمن {\displaystyle t}، أو مشتق الموقع فيما يتعلق بالزمن.
حقيقة مماثلة تنطبق أيضًا على الرسم البياني للسرعة مقابل الرسم البياني الزمني. ميل الرسم البياني للسرعة مقابل الزمن هو التسارع، هذه المرة، وضع السرعة على المحور y والزمن على المحور x. مرة أخرى، يتغير ميل الخط في {\displaystyle y} على التغير في x:
{\displaystyle a={\frac {\Delta y}{\Delta x}}={\frac {\Delta v}{\Delta t}}}
حيث v هي السرعة وt هي الزمن. هذا الميل يحدد بالتالي متوسط التسارع خلال الفترة، وتقليل الفترة اللامتناهية في الصغر يعطي {\displaystyle {\begin{matrix}{\frac {dv}{dt}}\end{matrix}}}، التسارع اللحظي في الزمن t، أو مشتق السرعة فيما يتعلق بالزمن (أو المشتق الثاني للموقع فيما يتعلق بالزمن). في النظام الدولي للوحدات، يتم التعبير عن هذا الميل أو المشتق بوحدات متر لكل ثانية في الثانية ({\displaystyle \mathrm {m/s^{2}} }، ويطلق عليه عادةً "متر لكل ثانية مربعة").
نظرًا لأن سرعة الجسم هي مشتق من الرسم البياني للموقع، فإن المساحة الواقعة أسفل الخط في الرسم البياني للسرعة مقابل الزمن هي إزاحة الجسم. (السرعة على المحور y والزمن على المحور x. بضرب السرعة في الزمن، يتم إلغاء الزمن، ويتبقى الإزاحة فقط)
تنطبق نفس قاعدة الضرب على الرسوم البيانية للتسارع مقابل الرسوم البيانية الزمنية.